# Propotto
Propotto — вимерлий монотипний рід ранніх мокроносих приматів раннього міоцену Кенії. Він містить один описаний вид, Propotto leakeyi. Останні дослідження показують, що він є вимерлим родичем ай-ай.